# Club de Remo Carasa-Voto
El Club de Remo Carasa-Voto es un club deportivo de Carasa, Cantabria (España) que fue fundado en 1981 por varios amigos. Comenzaron su actividad en batel y se centraron especialmente en las categorías inferiores, infantiles, cadetes y juveniles llegando a contar con una cuarentena de miembros. Llegaron a sacar una trainera al agua durante cuatro temporadas: 1985, 1993, 1994 y 1995.
Es de destacar la consecución de varios títulos regionales en bateles y un subcampeonato Nacional.
Durante bastante tiempo se hicieron cargo del club, Ambrosio Cavada y Ramón Gómez de la Vega que junto al entrenador José I. Nazabal consiguieron buenos resultados antes de dejar de sacar barcos al agua en competición.
- Datos: Q8347184